# Yūsuke Aida
Pour les articles homonymes, voir Aida.
Yūsuke Aida (會田雄亮) est un designer et céramiste japonais, spécialisé dans la céramique architecturale. Il est né à Tōkyō en 1931 et mort dans cette même ville le 28 octobre 2015.

## Biographie
Yūsuke Aida se forme d'abord à l'urbanisme à l'université de Chiba d'où il sort diplômé en 1956. Il est ensuite formé à la céramique par Ken Miyanohara. De 1961 à 1964, il enseigne à la Boston Museum School et travaille comme designer en chef chez Bennington Potters de 1962 à 1964 chez qui il produit le service de table Classic.
Il retourne au Japon en 1965 et délaisse la vaisselle pour faire de la céramique architecturale. Les réalisations s'enchaînent et il conçoit ainsi des compositions murales en céramique pour le Keio Plaza Hotel (1970-1971), le Nagoya Kanko Hotel (ja) (1971-1972), la Banque du Japon d'Ōsaka (1980), la mairie de Funabashi (1981-1982), la mairie et le centre municipal de Yamagata (1983), et la mairie de Shizuoka en 1989.
En 1990, une première exposition lui est consacrée dans le quartier de Ginza puis elles s'enchaînent jusqu'en 2013 mais toujours uniquement sur le territoire japonais.
En octobre 2015, il meurt d'une septicémie.